# Henry Graff
Pour les articles homonymes, voir Graff.
Henry Franklin Graff est un historien américain né le 11 août 1921 à New York et mort le 7 avril 2020 à Greenwich, dans le Connecticut. Spécialiste de la présidence des États-Unis et des relations étrangères américaines, il enseigne pendant plusieurs décennies à l'université Columbia.